# 愛國革新黨
愛國革新黨（西班牙語：Partido Renovación Patriótica）是洪都拉斯一個於1990年成立的左翼政黨，該黨由几个左翼政党和组织合并而成，包括洛伦佐·塞拉亚革命人民力量、已解散的洪都拉斯共产党部分成員和若干個持不同政見的社會民主主義派系成員。1992年，愛國革新黨與其它三個政黨合并为“民主統一”党。